# دورنسپیک
دورنسپیک (به هلندی: Doornspijk) یک منطقهٔ مسکونی در هلند است که در ال‌بورخ واقع شده‌است. دورنسپیک ۲۱٫۰۸ کیلومتر مربع مساحت و ۴٬۰۹۰ نفر جمعیت دارد.